# ملک قره
ملک قره (۱۱ ژانویه ۱۹۹۳)، بازیگر مصری است. او برنده جایزه بهترین بازیگر زن از اتحادیه صدا و سیمای مصر است. در سال ۲۰۰۶ برای بازی در سریال نور الصباح او این جایزه را دریافت کرد. این جایزه زیر چتر وزارت اطلاعات مصر اهدا می‌شود و به دلیل بی‌طرفی آن شناخته شده‌است و بر اساس نظر مردم اعطا می‌شود.